# Šimuni
Šimuni su malo ribarsko mjesto smješteno na jugozapadnoj strani otoka Paga, na pola puta između Novalje (11 km) i grada Paga (12 km), udaljeni 15 minuta vožnje od trajektnog pristaništa Žigljen. Administrativno pripadaju gradu Pagu.
Šimuni su smješteni u tri prirodne uvale. U sjevernoj uvali nalazi se ACI Marina Šimuni koja, sa 150 vezova u moru i 30 suhih vezova, pruža sigurno utočište i sidrište plovilima. Središnja uvala namijenjena je ribarskim brodicama kojima služi kao luka, ali i mjesto prodaje netom ulovljene ribe.
U trećoj, južnoj, uvali smjestila se šljunčana plaža.
Nedaleko od mjesta smješten je drugi najveći autokamp na otoku Pagu, autokamp Šimuni. U njemu se nalazi mali športski centar (odbojka na pijesku, tenis, mini golf), dućan, grill-restaurant, pizzeria, diving-centar.

## Povijest
Šimuni su mjesto i uvala poznatih ribara na jugozapadnoj obali otoka Paga. Potječe iz druge polovine 19. stoljeća kada su tamo braća Fabijanići iz grada Paga, uz more podigli prve pastirske kolibe i skromnu kapelicu sv. Ante Padovanskog, mjesto okupljanja vjernih Šimunjana. Šematizmi spominju Šimune tek 1875. kao predio župe Kolan od koje su udaljeni 5 kilometara. 
Za potrebe kolanjskih rudnika ugljena, izgrađena je željeznička pruga koja je vodila do Šimuna u kojima je bila teretna luka.
Danas su Šimuni vjerski povjereni župi Pag. Naselje je dobilo ime, prema kazivanju, po Šimunu Fabijaniću koji je s bratom tamo podigao prve pastirske nastambe u nevelikoj lučici. Mještani se pretežno bave ribarstvom i zemljoradnjom. U Šimunima je carstvo bure pa se govori kako se “bura u Trstu rađa, u Šibeniku umire, a najjače puše upravo u Šimunima.” I kao da sve pretvara u bijelo: bijeli kamen, bijela stada ovaca, bijela slavna paška čipka, bijeli nadaleko poznati paški ovčji sir.

## Stanovništvo
| broj stanovnika |       |       | 2     |       | 12    | 22    | 22    |       | 62    | 82    | 90    | 82    | 89    | 108   | 135   | 165   | 164   |
|                 | 1857. | 1869. | 1880. | 1890. | 1900. | 1910. | 1921. | 1931. | 1948. | 1953. | 1961. | 1971. | 1981. | 1991. | 2001. | 2011. | 2021. |